# Ситуационе слагалице
Ситуационе слагалице су често називане и као латерално размишљајуће слагалице или "да/не" слагалице.
Ситуационе слагалице се обично играју у групама, са једном особом која је домаћин и осталих који постављају да/не питања. У зависности од подешавања и тежине нивоа, други одговори, наговештаји, или једноставна објашњења о томе зашто је одговор да или не, може бити прихватљиво. Слагалица се решава када један од играча успе да каже шта је домаћин имао у глави.
Ове слагалице су нетачне и многе изјаве у слагалици имају више од једног одговарајућег одговора. Циљ је да се пронађе прича коју је домаћин имао у глави. Критичко размишљање и читање, логичко размишљање, као и латерално размишљање може да буде потребно за решавање слагалице. Термин латерално размишљање је сковао Едвард Де Боно да означи креативни стил решавања проблема који укључује гледање на дату ситуацију из неочекиваних углова, и типично је потребно за решавање слагалици.
Термин "латерално размишљајуће слагалице" је популаризовао Паул Слоен у његовој књизи из 1992. Lateral Thinking Puzzlers.

## Пример
Једна ситуациона слагалица:
Сегмент питања и одговора би могао да изгледа овако.
1. Питање: Да ли је конобар могао да га чује? Одговор: да
2. Питање: Да ли је конобар из неког разлога био љут? О: не
3. Питање: Да ли је пиштољ био на воду? О: не
4. Питање: Да ли су се од раније знали? О: не (или: "неважно" јер свакако не утиче на циљ)
5. Питање: Да ли је човеково "хвала" било саркастично? О: не (или са малим наговештајем: "Не, био је стварно захвалан")
6. Питање: Да ли је човек питао за воду на увредљив начин? О: не
7. Питање: Да ли је човек питао за воду на неки чудан начин? О: да

Коначно питања воде до закључка да је човек штуцао, и његово стално враћање по воду није било због жеђи већ штуцавице. Конобар је зато одлучио да га уплаши пиштољем да би престао да штуца. Када је човек схватио да више не штуца, није више имао потребу да пије воду, захвалио се конобару и отишао.

## Терминологија
- Нда је реч створена да одговори на питање са да и не истовремено, у смислу говорећи не, али ... и да, али... истовремено. Ово се користи када би да или не одвело у погрешан смер од циља. Може бити упоређено с корејанским термином му, што значи да питање мора да буде "отпитано", јер на њега не може да се одговори.
- N/a (или "неважно") се користи када питање није тренутно примењиво или када не би одговори да или не дали никакву корисну информацију за решавање слагалице.
- Неважно, али рецимо да се користи када је итуација иста независно од тога који је одговор на питање, али претпостављање ће дати лакше погађање даљих питања. Пример питања које може добити овакав одговор у слагалици изнад је: "Да ли је пиштољ био напуњен?"